# Torn
Torn е кавър песен на австралийската певица Натали Имбрулия, която работи с музикалния продуцент Фил Торнали при издаването на дебютния студиен албум на Натали Имбрулия - Left of the Middle през 1997 г. от „Ар Си Ей Рекърдс“ и „Би Ем Джи“. Първоначално Torn е записана и издадена от американската рок група Еднасуап и включена в техния албум Ednaswap (1995). Версията на Натали Имбрулия е записана в Килбърн, Лондон, с Дейвид Мъндей (соло китара), Торнали (бас, ритъм китари), Чък Сабо (барабани), Хенри Бинс, Сам Хардакър (програмиране на барабани) и Катрина Лесканич (задни вокали) и мискирана от Найджъл Годрич, а издаденият сингъл, се превръща в световен хит.
За песента Натали Имбрулия получава номинация за награда Грами за най-добро женско поп вокално изпълнение, като губи от My Heart Will Go On на Селин Дион. Придружаващото музикално видео към Torn включва британския актьор Джеръми Шефилд.
Натали Имбрулия също записва акустична версия на песента през 2001 г. за „Ем Ти Ви Ънплъг“. Нотната музика за Torn е публикувана в тон фа мажор.

## Оценка на критиката
Лари Флик от Билборд описва песента като „разбъркана и акустична“, отбелязвайки, че тя „има богата текстура и китарен вкус, необходми, за да спечели реквизита на рок радиото“. Той добавя и че: „Въпреки това песента има и заразителна мелодия, която ще стопли сърцето на всеки, който копнее за парче чист поп. Имбрулия има очарователна, сърдечна доставка, която леко напомня на певицата Джуъл“. Дейли Рекърд коментира: „Разкошна мелодия от великолепна дама“. Мюзик Медия заявява, че „този много убедителен дебютен сингъл“ е превзел британските класации „и изглежда вероятно да го направи другаде“. През 2013 г. Torn e обявена за „Най-добра поп песен“ в списъка на топ 10, част от по-голяма колекция от песни на списание Кю в специалното им издание „1001 най-добри песни за всички времена“. Билборд класира Torn на 26-о място при най-големите поп песни въз основа само на поп радио класациите, съставени между 1992 и 2012 г. През 2005 г. песента е посочена под номер 383 в списъка на списание Блендър за „500 най-велики песни, откакто сте родени“.

## Представяне в класациите
Физическият сингъл на версията на песента на Натали Имбрулия е продаден в повече от 4 милиона копия по целия свят, включително повече от 1 милион копия само в Обединеното кралство. В Обединеното кралство това е 85-ият най-продаван сингъл за всички времена. Песента достигна до второ място за три седмици, от 2 до 22 ноември 1997 г., и след това пада до номер четири. На 24 септември 2007 г. версията на песента на Натали Имбрулия отново влеиза в „Ю Кей Сингълс Чарт“ под номер 70, благодарение на дигиталните продажби след издаването на нейния албум Glorious: The Singles 97–07, съдържащ най-големите ѝ хитове. В региона на Фландрия в Белгия, сингълът остава номер 1 в продължение на 7 последователни седмици и общо 22 седмици в класацията.
В Съединените щати песента остава под номер 1 в класацията Хот 100 за 11 последователни седмици. Въпреки това, в резултат на правилата, които не позволяват на песни, които не са издадени като физически сингли, да се класират в „Билборд Хот 100“, песента не се класира в тази класация по време на своя пик на популярност в Съединените щати. Когато популярността на песента намалявя, правилата вече са променени, за да позволят и на песни, които се излъчват само по радиостанциите да влязат в „Билборд Хот 100“, тогава Torn достига до номер 42 и остава в класацията в продължение на 2 седмици. В Канада сингълът достига до първо място в класацията „Ер Еф Ем Топ Сингли“ и остава в продължение на 12 непоследователни седмици, от 13 април до 8 юни и от 22 юни до 6 юли 1998 г., по това време, това е най-успешният сингъл за годината.
Torn официално е най-излъчваната песен през 90-те години на 20-и век в Обединеното кралство. Това е 19-ата най-слушана песен от 2000 г. до 2009 г. и 40-ата най-слушана песен от 2010 г. до 2019 г. в Обединеното кралство. Torn също така държи рекорда за най-пускана песен в австралийските радиа от 1990 г. насам, пускана е повече от 300 500 пъти от издаването си през 1997 г., средно 75 пъти на ден, въз основа на данни, събрани от Австралийската асоциация за правата на изпълнение.

## Музикално видео
Музикалното видео към кавър версията на Натали Имбрулия, е заснето на 25 октомври 1997 г. под режисурата на Алисън Маклийн и включва кадър на апартамент, където ъгълът на видимост никога не се променя. Кадри на Имбрулия, която пее заедно с песента, се разпръскват с кадри на нея и британския актьор Джеръми Шефилд, които участват в романтично настроен разговор. Тези няколко сцени се оказват кадри от B-roll, тъй като двамата актьори се виждат как бъркат в репликите и позициите си; и режисьорът постоянно влиза в кадър, за да пренасочи двамата. По време на последния припев стените на апартамента започват да се люлеят и няколко работника идват да ги демонтират, разкривайки местоположението като декор в звукова сцена. Натали Имбрулия започва да танцува по време на завършващото китарно соло, докато нейният свят се разпада около нея.

## Списък с песните

### Първи CD сингъл в ОК
1. Torn – 4:06 (Скот Кътлър, Ан Превен и Фил Торнали)[25]
2. Sometimes (в ОК сингълът неправилно посочва дължината на песента като 5:51) – 3:52 (Натали Имбрулия, Рик Паломби и Ник Тревисик)
3. Frightened Child – 1:37 (Имбрулия, Дейв Мъндей и Торнали)

### Втори CD сингъл в ОК
1. Torn – 4:06 (Кътлър, Превен и Торнали)[26]
2. Contradictions – 4:07 (Имбрулия, Паломби и Тревисик)
3. Diving in the Deep End – 3:30 (Имбрулия и Торнали)

### Аудио касета сингъл в ОК
1. Torn (дължината е неправилно посочена като 5:51) – 3:52 (Натали Имбрулия, Паломби и Тревисик)[27]
2. Sometimes – 4:07 (Натали Имбрулия, Паломби и Тревисик)

### Европейски CD сингъл
1. Torn – 4:06 (Кътлър, Превен и Торнали)[28]
2. Diving in the Deep End – 3:52 (Натали Имбрулия и Торнали)